# Porta del Paradiso
La Porta del Paradiso è la porta est del Battistero di Firenze, quella principale situata davanti al Duomo di Santa Maria del Fiore. Realizzata dall'orefice e scultore Lorenzo Ghiberti tra il 1425 e il 1452 (con un'importante collaborazione del figlio Vittore) rappresenta il suo capolavoro, nonché una delle opere più famose del Rinascimento fiorentino. Completamente dorata, fu soprannominata del Paradiso da Michelangelo Buonarroti. Danneggiati durante l'alluvione di Firenze, i pannelli originali, dopo essere stati sottoposti a restauro, sono conservati nel vicino Museo dell'Opera del Duomo.

## Storia

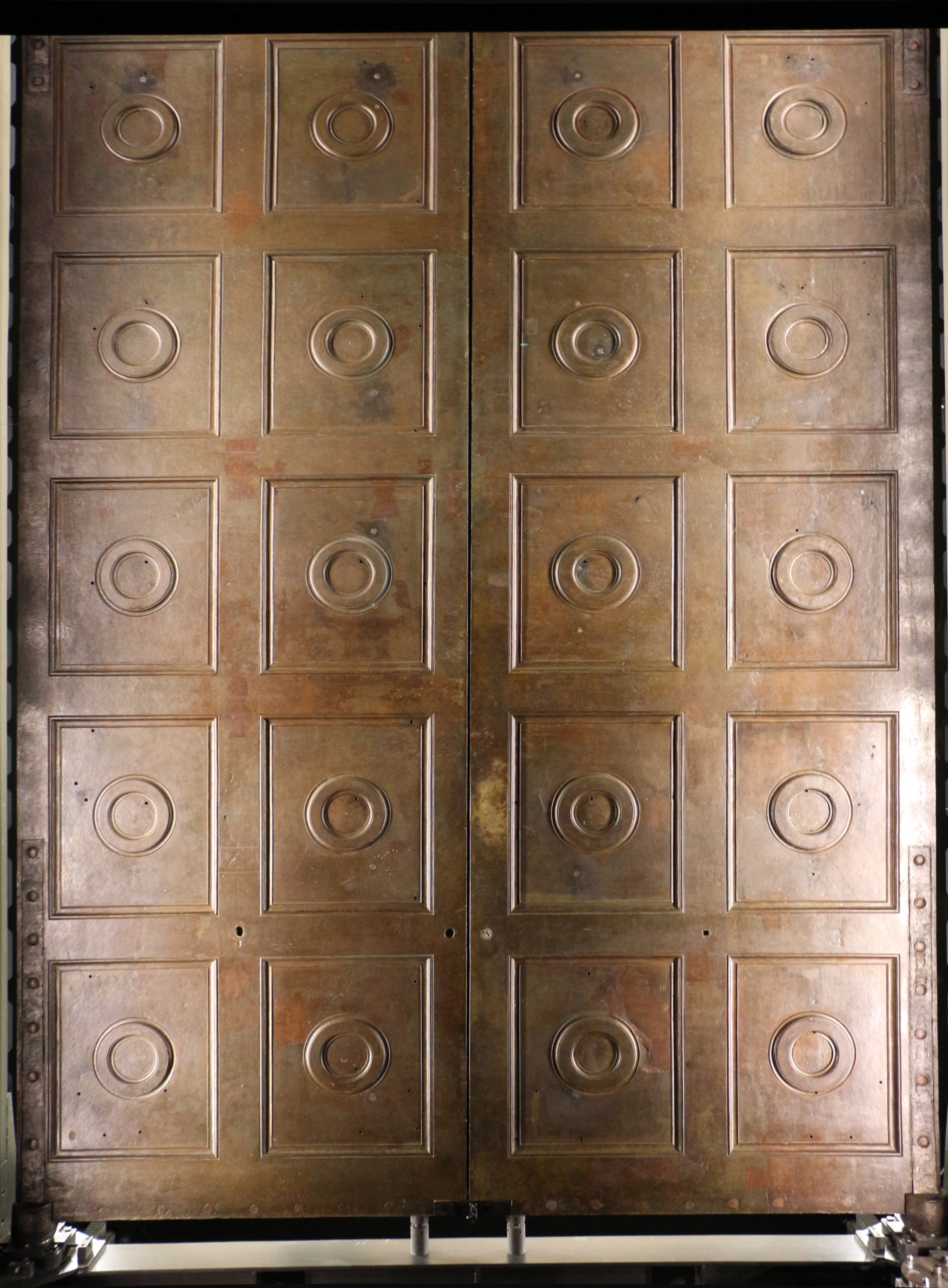
Il lato posteriore della porta, con lo schema a ventotto formelle

I primi due battenti bronzei del Battistero, rivolti a sud, vennero realizzati da Andrea Pisano e installati nel 1336 (Storie di san Giovanni Battista). Lorenzo Ghiberti aveva concluso la porta che oggi si trova sul lato nord nel 1424, quella che era nata dal celebre concorso delle formelle al quale aveva partecipato anche Filippo Brunelleschi, e che era destinata all'accesso principale del Battistero, quello a est rivolto alla cattedrale. Soddisfatti del risultato, gli Operai, con un procedimento inusuale, decisero allora di affidare immediatamente, senza concorso, l'incarico di realizzare anche la terza porta a Ghiberti, che era appena tornato da un soggiorno a Venezia (contratto datato 2 gennaio 1425), che sarebbe stata destinata al lato nord.
All'artista venne data libertà interpretativa del tema, che doveva riguardare una serie di scene dell'Antico Testamento scelte da Leonardo Bruni, cancelliere della Repubblica e fine umanista. Inizialmente lo schema previsto doveva essere del tutto simile alle altre porte, con ventotto formelle di cui otto, nelle due file inferiori, riservate a figure singole di profeti. L'idea di creare qualcosa di nuovo avvenne in corso d'opera, tant'è vero che lo schema a ventotto riquadri centrati da borchie è tuttora visibile nel lato posteriore della porta.

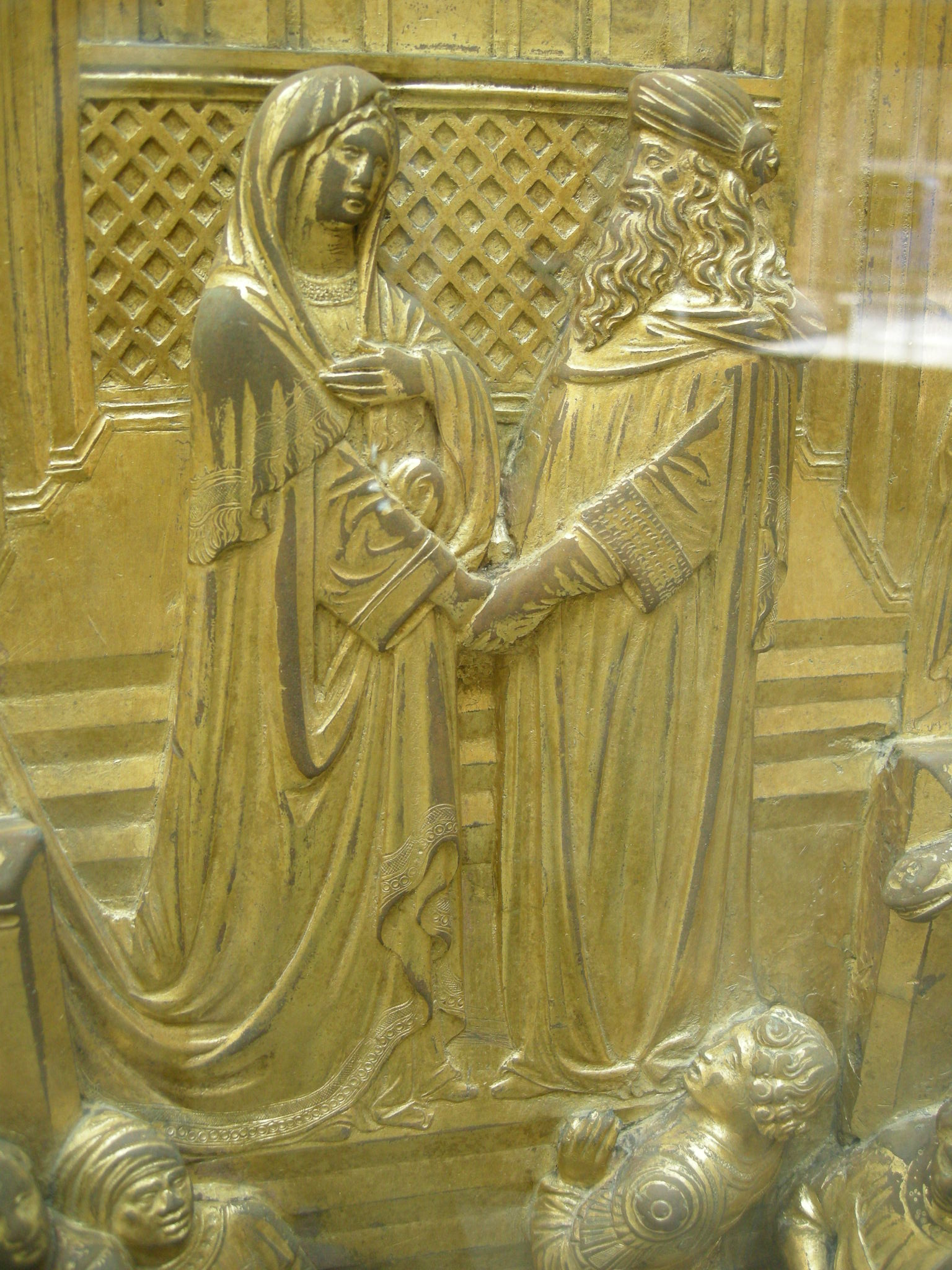
Incontro tra Salomone e la Regina di Saba (dettaglio)

Specializzandosi in scene di maggior respiro in quegli anni (le formelle del Battistero di Siena, l'arca di san Zanobi), Ghiberti dovette prendere la decisione di ridurre il più possibile le partizioni, riducendo il numero delle formelle e ingrandendone il formato, optando inoltre per la forma quadrata anziché l'ormai antiquato quadrilobo. La nuova idea piacque agli Operai, che chiesero probabilmente ad Ambrogio Traversari, generale dell'Ordine camaldolese, di fornire un nuovo piano iconografico: egli, protetto da Cosimo il Vecchio, era infatti conoscitore del greco, praticamente l'unico in grado a quel tempo a Firenze di consultare alcuni testi usati come fonte per molti degli episodi raffigurati, poiché spesso ancora da tradurre. Il cambio di programma era sicuramente avvenuto nel 1435, anno in cui Cosimo de' Medici ritornò a Firenze dall'esilio, episodio al quale sembra alludere la formella con le Storie di Giuseppe.
Come ricordò l'artista stesso nei Commentari: «Mi fu data licenza [che io] la conducessi [la porta] in quel modo ch'io credessi tornasse più perfettamente e più ornata e ricca», cioè senza limite alla spesa.
Non ci si curò molto neanche del tempo: alla fine la gestazione richiese ben 27 anni. Solo nel 1452 il Ghiberti ormai settantenne installò gli ultimi pannelli bronzei. Negli anni si succedettero all'impresa uno stuolo di aiuti e allievi, tra cui alcuni artisti affermati: oltre ai figli dell'artista Vittore e Tommaso Ghiberti, ci furono Luca della Robbia, Donatello, Michelozzo (dal 1436 al 1442), Benozzo Gozzoli (dal 1442) e Bernardo Cennini.

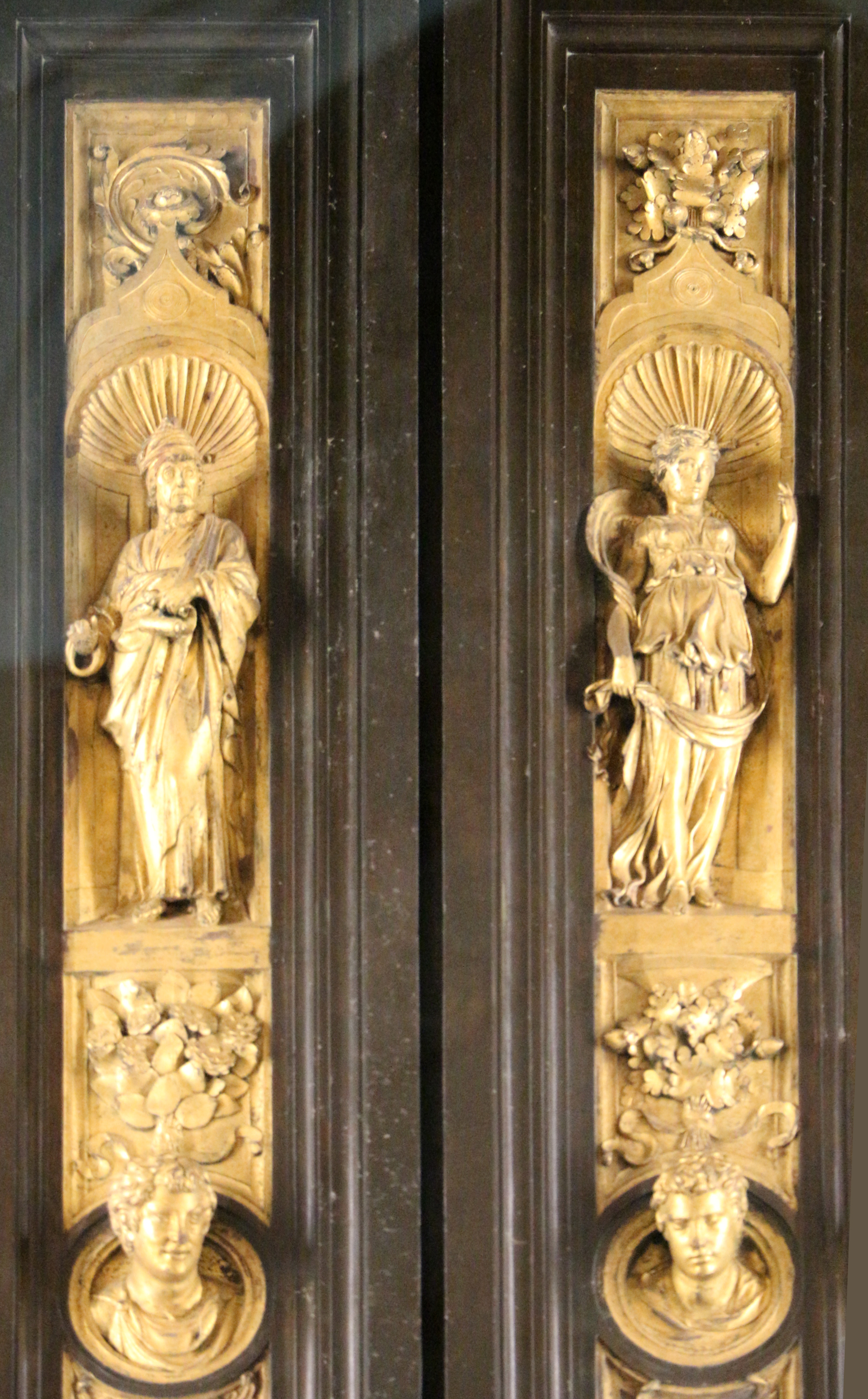
Profeti nella cornice

La ricca documentazione dell'Opera del Duomo permette di stilare una sintetica cronologia dell'opera: entro il 1429 erano stati gettati i battenti e il telaio, nel 1439 cinque formelle su dieci erano pronte; un'altra venne completata entro il 1443 e le ultime quattro videro la luce entro il 1447. Nell ultime fasi il ruolo del figlio Vittore fu sempre più di rilievo; dal '48 erano rimasti da completare le parti decorative accessorie e nel 1451 padre e figlio furono autorizzati ad assumere un maggior numero di aiuti, per velocizzare le fasi finali. Nel luglio del 1452 infine avvenne la solenne inaugurazione, con un risultato così al di sopra delle aspettative da decidere di riservare ai nuovi battenti il posto d'onore davanti al Duomo (detto Paradisium), spostando l'altra porta ghibertiana sul lato nord, dove ancora oggi si trova la sua copia.
L'anno successivo, nell'aprile, l'Arte della Lana decise di offrire a Lorenzo e Vittore Ghiberti lo stabile vicino all'ospedale di Santa Maria Nuova, dove era stata lavorata la porta, al posto del saldo di circa 250 fiorini che ancora spettava loro.
Forse deriva proprio dall'antico nome del luogo l'appellativo di "Porta del Paradiso", mentre Vasari fornì una versione diversa, attribuendo l'idea a Michelangelo, che osservando le due ante bronzee avrebbe pronunciato: «elle son tanto belle che elle starebbon bene alle porte del Paradiso». Lo stesso Vasari lodò ampiamente la Porta: «la più bella opera del mondo che si sia vista mai fra gli antichi e moderni», caratterizzata da «gravità [...], leggiadria e grazia».
La porta rimase al suo posto per secoli, ben conservata, grazie all'alta qualità del lavoro svolto da Ghiberti, evitando così restauri. Nemmeno la doratura venne mai ritoccata. Nel 1772 Raimondo Cocchi, direttore delle Gallerie Granducali, rifiutò di far pulire la porta, come richiesto dal Mengs, forse per un temporaneo scadimento di interesse verso la figura del Ghiberti, che fortunatamente preservò il capolavoro da interventi impropri. Nel Settecento comunque era stato steso uno strato di vernice scura che cancellava la luminosità irregolare dell'oro, poco gradita in epoca neoclassica . Nell'Ottocento Auguste Rodin creò una specie di opposto a questa porta, la cosiddetta Porta dell'Inferno.
Le fotografie anteriori al 1943 mostrano la porta ancora molto scura. Per scampare ai bombardamenti venne smantellata in quell'anno e nascosta in una galleria tra Firenze e Incisa Valdarno. Finita la guerra si procedette a un primo restauro guidato da Bruno Bearzi, all'epoca considerato restauratore ufficiale della Soprintendenza. Questi, con l'ausilio di una soluzione concentrata di idrossido di sodio, riportò alla luce la superficie dorata del 1452 di cui ormai si erano perse le tracce. La notizia di questa scoperta trapelò sui giornali alla fine del maggio 1946 e nell'arco di pochi giorni fu oggetto di interesse di numerose testate giornalistiche d'Europa e del mondo. 
La Porta tornò quindi al Battistero il 24 giugno 1948, nel giorno del patrono della città, ma nel 1966 fu messa nuovamente a dura prova dall'alluvione.

### Il restauro

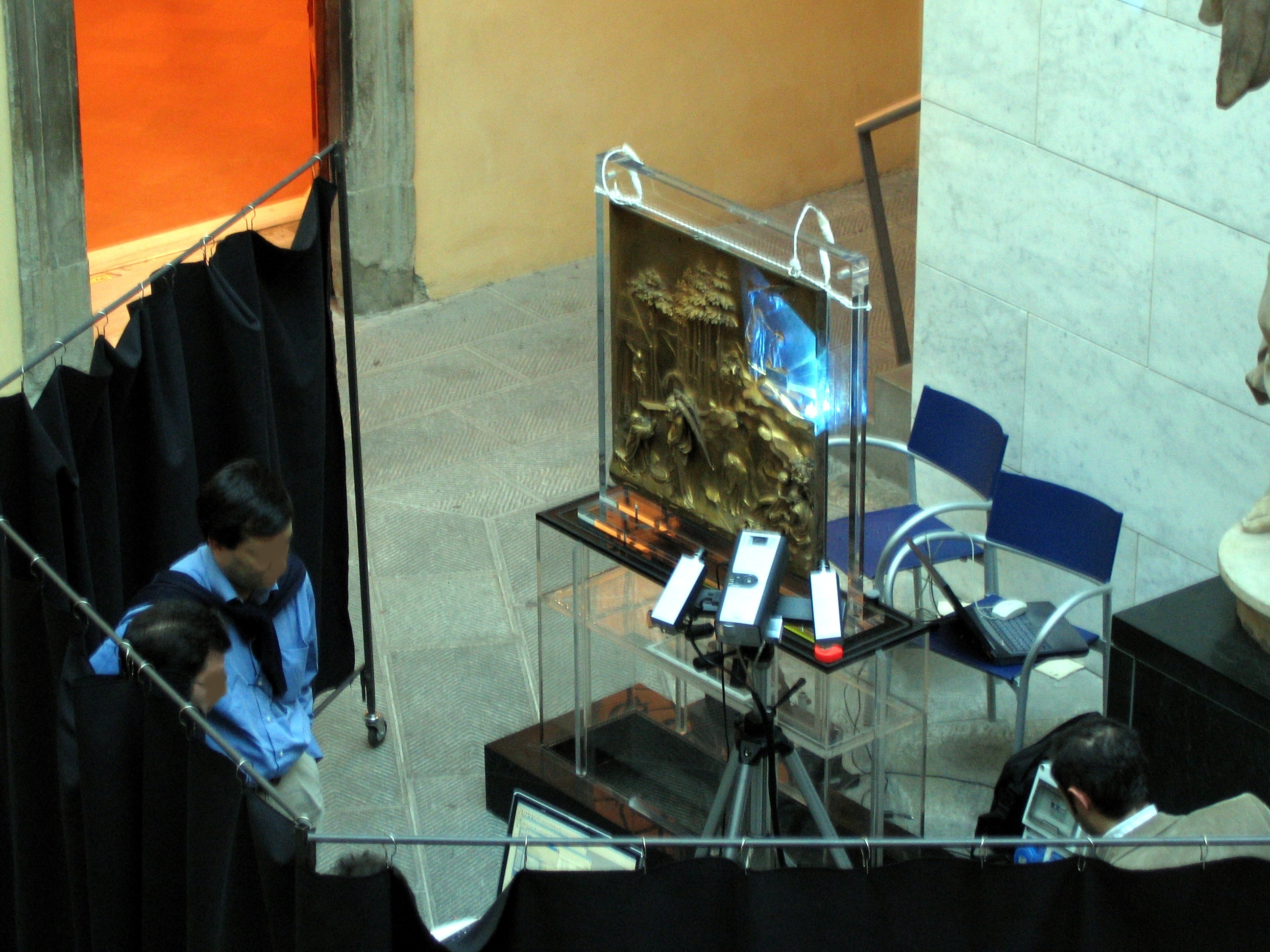
Monitoraggio di una delle formelle nel 2005

Nel 1966 l'alluvione fece spalancare la porta per la forza dell'acqua e strappò via dal telaio sei dei dieci pannelli, ricollocati poi, dopo un primo intervento di pulitura della superficie, facendovi nuovi fori. In quell'occasione ci si rese conto come l'azione degli agenti atmosferici, aggravata dall'inquinamento, avesse innescato un processo di grave degrado delle formelle, poiché la formazione di ossidi sulla superficie ne comprometteva la doratura.
Si decise allora di avviare un restauro complessivo affidato all'Opificio delle pietre dure, a partire dalle sei formelle distaccate durante l'alluvione. Nel 1990, quando quattro formelle erano già in corso di restauro, l'intera porta venne ricoverata nei depositi dell'Opificio e sostituita da una copia moderna, che ancora oggi si vede al Battistero, realizzata grazie al generoso contributo della corporation giapponese (la Sun Motoyama), utilizzando un calco preso nei primi anni del dopoguerra. La fonditura, eseguita dalla ditta Marinelli, seguì metodi tradizionali, mentre la doratura, curata dalla ditta parigina Chardon & Fils, fu approntata col metodo galvanico, essendo vietata la tradizionale e pericolosa procedura ad amalgama di mercurio, causa di vapori venefici.
Con la pulitura si è scoperto che la doratura visibile, in larga parte integra, è quella originaria, smentendo l'ipotesi che fosse frutto di restauri.
I pannelli restaurati sono stati via via esposti nel Museo dell'Opera del Duomo in speciali teche contenenti azoto: l'ultima formella ad essere esposta al pubblico è tornata solo nel novembre 2006, a pochi giorni dal quarantennale dell'alluvione.
Col restauro dei battenti, completato nel 2012, l'intero portale è stato rimontato nel Museo dell'Opera del Duomo. L'esposizione avvenne l'8 settembre 2012, giorno della festa dell'Opera di Santa Maria del Fiore.

## Descrizione

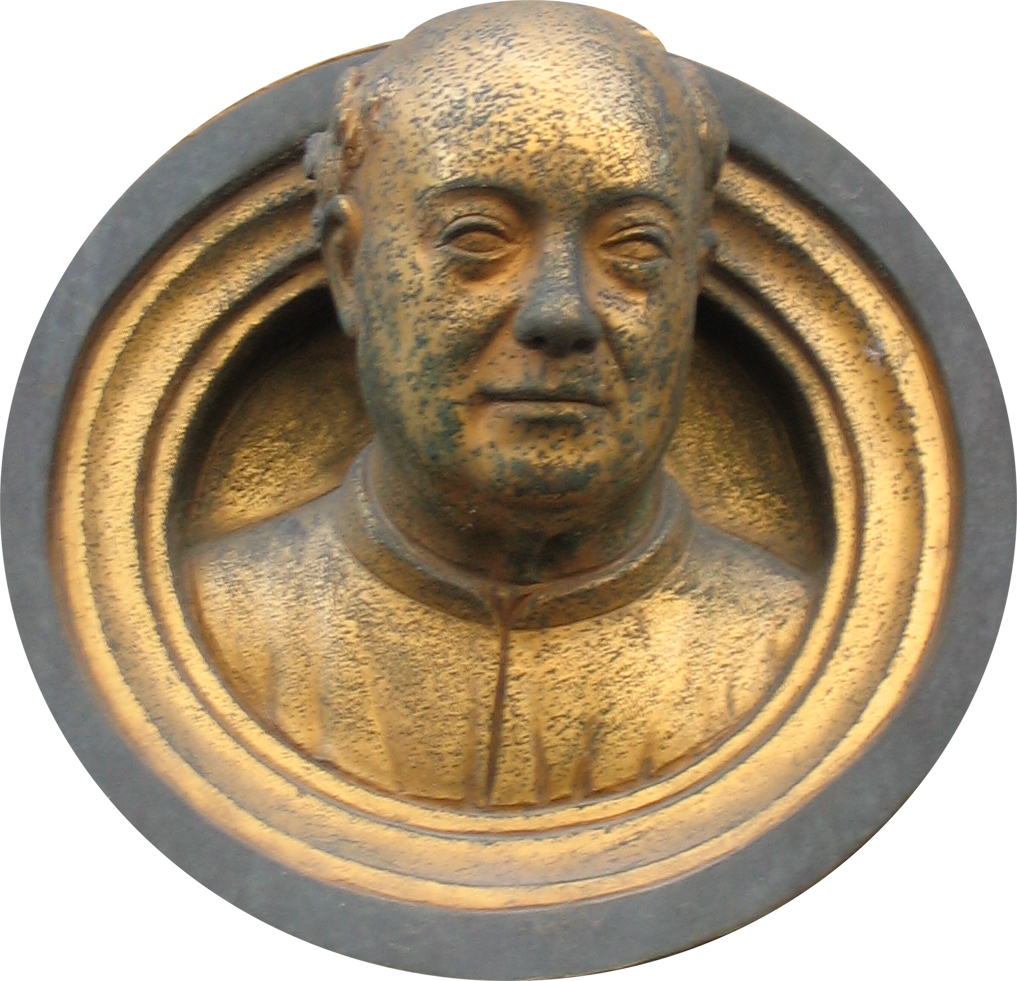
Autoritratto di Lorenzo Ghiberti, sulla cornice

### Le cornici
Ogni battente è incorniciato da due lunghi listelli dorati ai lati, uno in alto, uno in basso, e riquadri con quattro testine agli angoli. I listelli orizzontali mostrano un personaggio biblico o profeta ciascuno, in posizione sdraiata, mentre quelli verticali ne hanno cinque ciascuno collocati in edicole, per un totale di 24 personaggi. Inoltre tra le edicolette si trovano quattro testine sporgenti per fila che, con quelle angolari, formano pure un totale di ventiquattro, dedicate a profeti e sibille. Più o meno all'altezza dello spettatore, al centro, Ghiberti inserì in una testina il proprio autoritratto.
Le due file verticali di ciascun battente hanno quindi cinque scene ciascuna, circondate da quattro cornici che contengono in tutto 24 piccole nicchie con figure bibliche e 24 medaglioni con teste e piccoli busti, tra i quali si riconosce un autoritratto del Ghiberti stesso, affiancato a quello del figlio Vittore.
Nel telaio del battente sinistro, tra le Storie di Isacco e quelle di Mosé, si trova la firma dell'artista in lettere antiche, con la "N" col tratto diagonale inverso: «LAVREИTII CIOИIS DE GHIBERTIS»; sull'altro battente prosegue alla stessa altezza: «MIRA ARTE FABRICATVM».
Negli stipiti e nell'architrave corrono poi ghirlande di piante e d'animali in bronzo dorato. Nelle ghirlande si trovano vari animaletti quali locuste, rane, cicale e lucertole, che richiamano dotte citazioni derivate da Plinio e citate anche nei Commentari: il più grande bronzista dell'antichità Mirone infatti, secondo lo storico romano, aveva fatto un monumento alla cicala e alla locusta; la lucertola era inoltre presente in una celebre statua di Prassitele, l'Apollo sauroctono, e con i nomi di Batrachos (rana) e Sauros (lucertola) due architetti avevano firmato il Portico di Ottavia a Roma.

### I pannelli

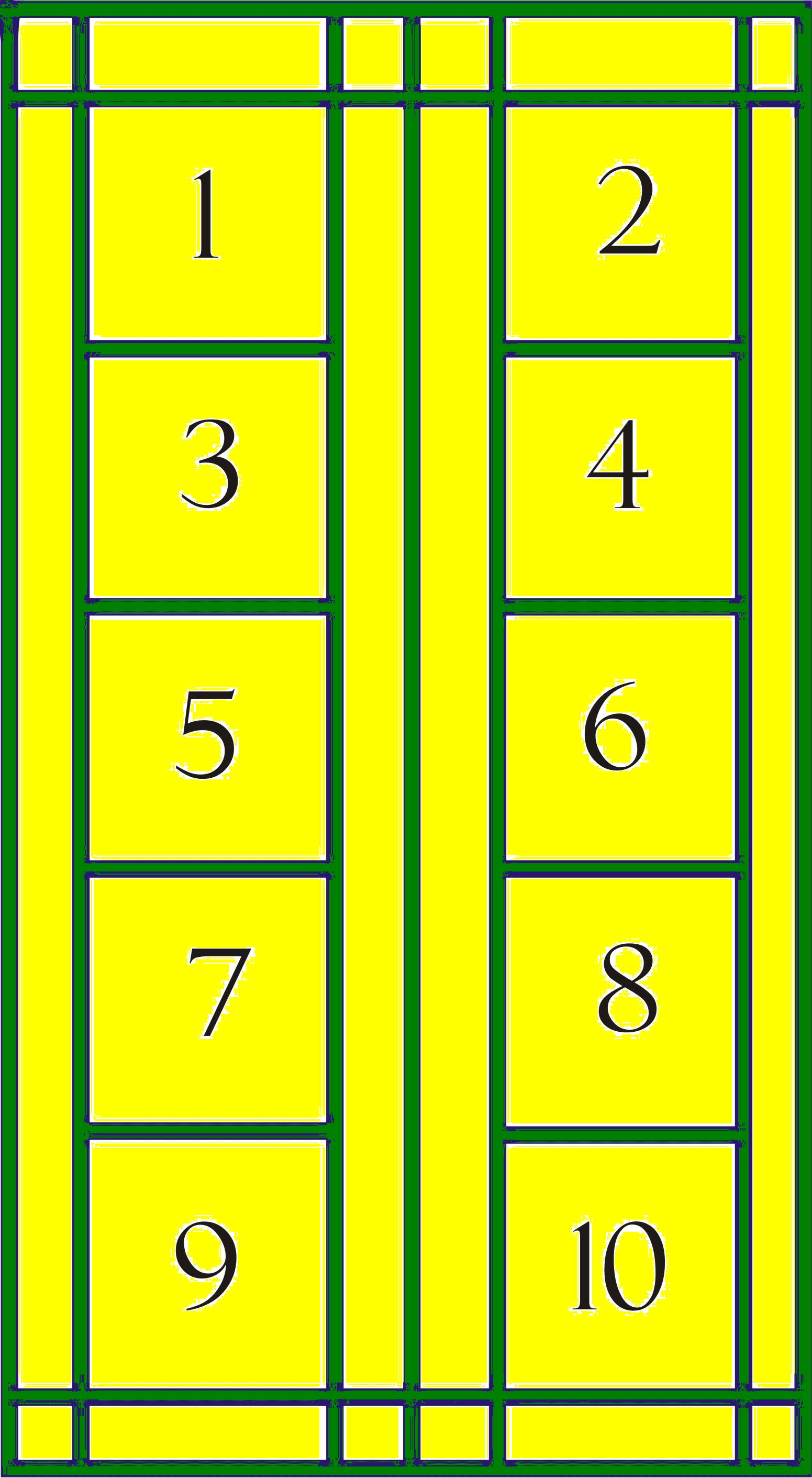
Schema delle formelle della Porta del Paradiso

Ogni pannello quadrato raggruppa più storie bibliche rappresentate contemporaneamente. Rispetto alla porta di Andrea Pisano o a quella nord, ogni pannello mostra numerosi episodi, differenziati dalla posizione e dall'altezza del rilievo (dallo stiacciato sullo sfondo all'altorilievo in primo piano). Arrivano così ad essere rappresentate più di cinquanta scene in tutto. Le nuove scoperte prospettiche condizionarono la scelta della divisione in dieci scomparti, poiché questo metodo si adattava meglio ai valori di razionalità e sintesi apportati dal Rinascimento.
La visione spaziale è unitaria con molti particolari architettonici costruiti virtuosamente in prospettiva. Celebre è la rappresentazione dell'edificio rotondo nella scena di Giuseppe, e sorprende per esempio la raffigurazione in scorcio di un asino in quella di Abramo.
Ghiberti dimostrò così di esser capace di aggiornare il suo stile alle novità rinascimentali maturate in quegli anni, soprattutto legate all'attività di Donatello, verso il cui stile stiacciato Ghiberti è particolarmente debitore.
Il tema generale è quello della Salvezza fondata sulla tradizione patristica latina e greca. Le scene principali di ciascun pannello sono:
| N° | Img | Soggetto                | Sottoscene | N° | Img | Soggetto                     | Sottoscene |
| -- | --- | ----------------------- | --- | -- | --- | ---------------------------- | --- |
| 1  |     | Adamo ed Eva            | Creazione di Adamo Creazione di Eva Peccato originale Cacciata dal paradiso terrestre                                                                                 | 2  |     | Caino e Abele                | |
| 3  |     | Noè                     | | 4  |     | Abramo                       | |
| 5  |     | Isacco, Esaù e Giacobbe | Nascita di Esaù e Giacobbe Esaù parte per la caccia salutato dal padre Isacco Rebecca e Giacobbe ordiscono l'inganno con la pelle di agnello Isacco benedice Giacobbe | 6  |     | Giuseppe                     | Giuseppe gettato dai fratelli nel pozzo Giuseppe venduto ai mercanti Consegna di Giuseppe al faraone Interpretazione del sogno del faraone Il faraone rende onore a Giuseppe Giacobbe manda i figli in Egitto per prendere il grano Giuseppe riconosce i fratelli, li perdona e torna a casa dal padre |
| 7  |     | Mosè                    | | 8  |     | Giosuè                       | |
| 9  |     | Davide                  | | 10 |     | Salomone e la Regina di Saba | |

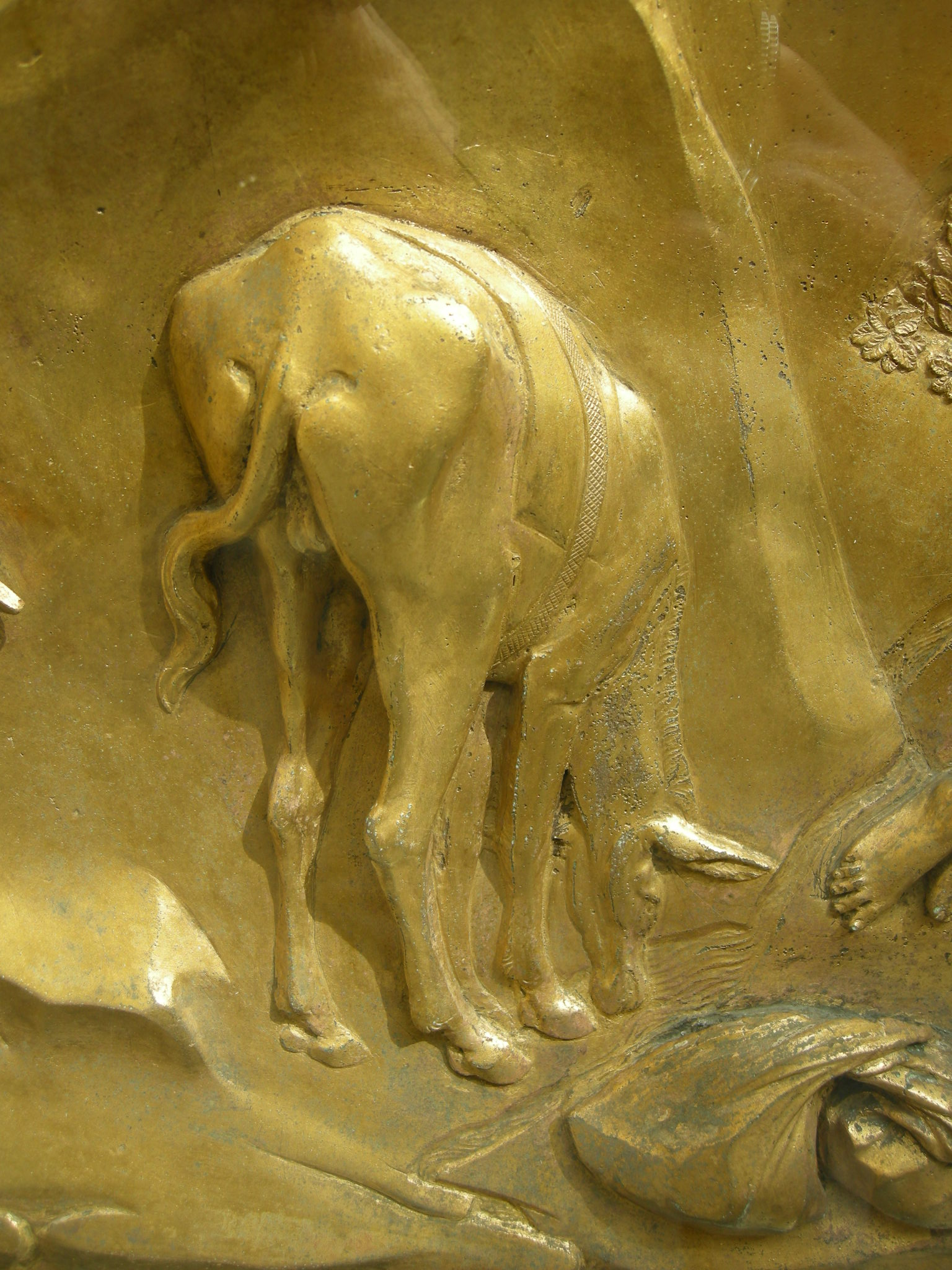
Un asino in scorcio (Storie di Abramo)

Dopo le prime tre formelle, incentrate sul tema del peccato, dalla quarta si inizia ad evidenziare in maniera più esplicita il ruolo salvifico di Dio e la prefigurazione della venuta di Cristo: il sacrificio di Isacco ricorda quello di Cristo, la rinuncia della primogenitura da Esaù a Giacobbe ricorda il passaggio del testimone dal popolo eletto ai gentili, e la storia di Giuseppe venduto dai fratelli e poi misericordioso verso di essi ricorda il Cristo che si sacrifica e poi perdona. Quest'ultima scena, con il protagonista tradito dai fratelli e in seguito loro salvatore nonché portatore di benessere per tutta la comunità, sembra una discreta ma evidente proiezione della storia di Cosimo de' Medici, prima cacciato e poi riaccolto dalla città, sotto il cui controllo si apriva un'epoca di rinnovata prosperità.
Le successive tre scene (Mosè, Giosuè e Davide) ribadiscono come la salvezza umana dipenda dall'intervento divino, mentre la decima (Incontro tra Salomone e la regina di Saba) ha una doppia valenza, sia come matrimonio ideale tra Cristo e la sua Chiesa, sia come celebrazione del successo politico dei Medici nel riunire la Chiesa d'Occidente e quella d'Oriente durante il concilio di Firenze del 1439.
È possibile individuare la cronologia interna dei riquadri analizzando una tra le più antiche, quella con le Storie di Caino e Abele, formata da sei episodi sparsi nel paesaggio, in cui la lettura è faticosa, poiché si svolge prima a sinistra, dallo sfondo verso il primo piano, poi, nello stesso senso, a destra.
Nelle formelle più tarde si raggiunse una maggiore leggibilità, dando spazio maggiore a certi episodi a scapito di altri, in modo da razionalizzare l'immagine aiutandosi anche con un regolare sfondo architettonico. Ne è esempio il Sacrificio di Isacco, dove le figure sono fuse con il paesaggio circostante in modo che l'occhio venga condotto verso la scena principale rappresentata, in alto a destra.

## Stile

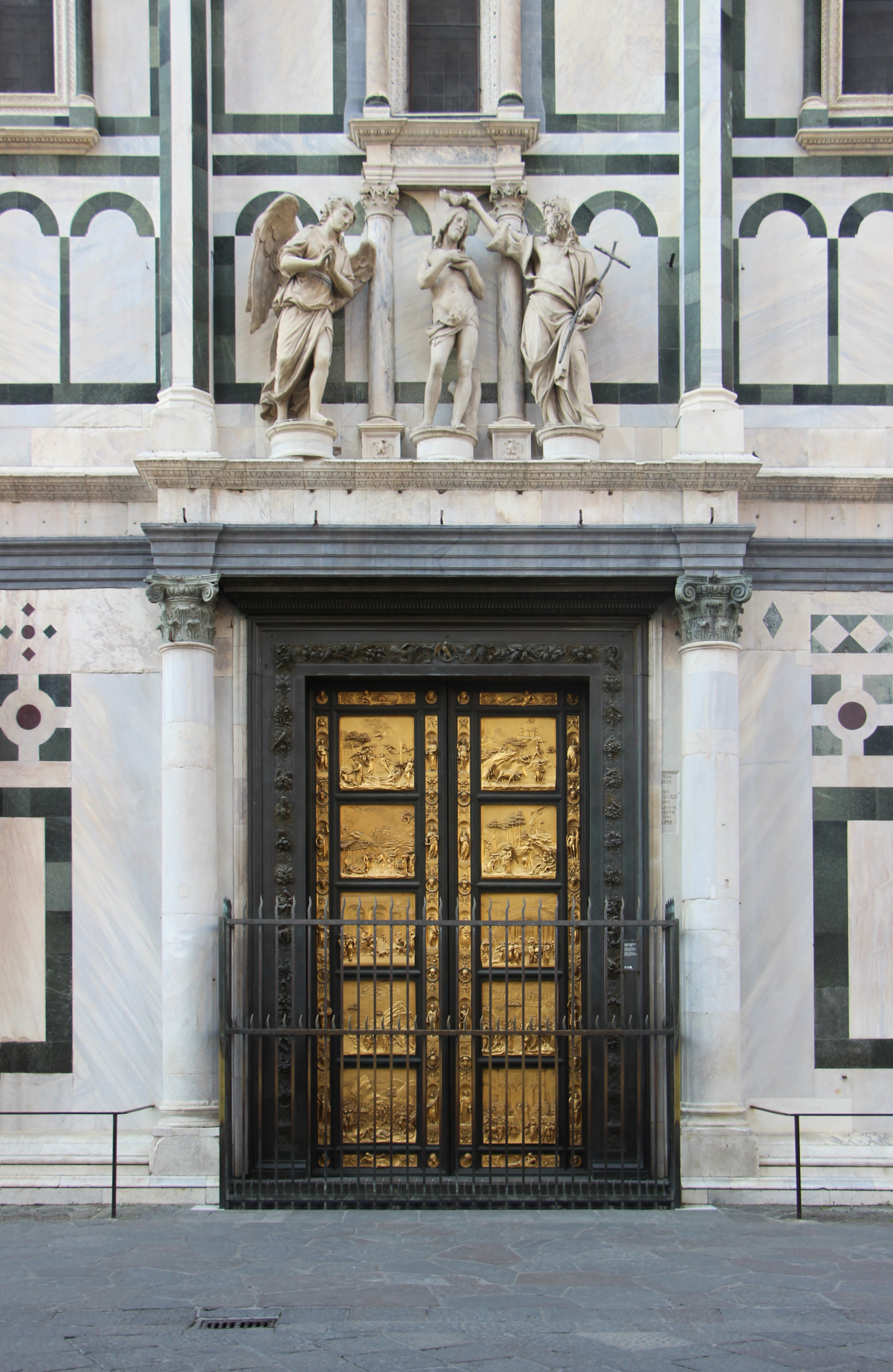
Veduta complessiva della porta est, con le sculture di coronamento

I complessi significati, su più livelli, sono trasposti con un linguaggio semplice ma molto colto, con i personaggi che si muovono con naturalezza negli sfondi e un'ampia profusione di citazioni che spaziano dall'arte classica a quella gotica. In primo piano si trovano solitamente le figure ad alto rilievo, via via più schiacciato a mano a mano che si procede nei piani in profondità, con l'occhio condotto in profondità dai leggerissimi trapassi spaziali, che sfruttano al massimo le potenzialità illusionistiche dello stiacciato. La prospettiva fonde i vari episodi, ma essa non è mai applicata in maniera rigorosa, spingendosi solo fino al punto che crea uno spazio ben definito e unitario, privilegiando la chiarezza narrativa.
Permane comunque un gusto di natura tardogotica, nell'attenzione al dettaglio minuto, nella definizione delle figure con linee ondulate ed eleganti (come gli Angeli nelle Storie di Isacco), nella varietà di piante e animali raffigurati, ecc.
Il linguaggio appare quindi accattivante, privo di asprezze e aggiornato allo stile moderno, ma non secondo un canone rivoluzionario, ma piuttosto di mediazione, che garantì a Ghiberti una vasta ed immediata diffusione.